# Dorothy M. Johnson
Dorothy Marie Johnson, conosciuta come Dorothy M. Johnson (McGregor, 19 dicembre 1905 – Missoula, 11 novembre 1984), è stata una scrittrice statunitense.

## Biografia
Figlia unica di Eugene Johnson e Mary Louisa Barlow, nel 1913 si è trasferita con la famiglia a Whitefish, nel Montana.
Diplomatasi nel 1922 alla Whitefish High School, ha compiuto gli studi di medicina all'Università statale del Montana e si è laureata in inglese all'Università del Montana nel 1928.
Dopo una prima esperienza professionale come stenografa, ha lavorato per 15 anni come redattrice di rivista a New York, in seguito ha fatto ritorno a Whitefish nella redazione del Whitefish Pilot (1950-1953) prima d'entrare nella facoltà di giornalismo dell'Università del Montana.
Dopo aver pubblicato una serie di racconti su riviste quali il Saturday Evening Post, ha esordito nella narrativa nel 1941 con la raccolta di racconti Beulah Bunny Tells All alla quale hanno fatto seguito libri per ragazzi, romanzi, saggi e numerosi racconti.
È principalmente nota per 3 suoi racconti western trasposti in altrettante pellicole cinematografiche: L'albero degli impiccati (1959), L'uomo che uccise Liberty Valance (1962) e Un uomo chiamato Cavallo (1970).
Malata di Parkinson, è morta l'11 novembre 1984 a Missoula all'età di 78 anni.

## Opere

### Romanzi
- Buffalo Woman (1977)
- All the Buffalo Returning (1979)

### Raccolte di racconti
- Beulah Bunny Tells All (1941)
- Indian Country (1953)
- The Hanging Tree (1957)
- Flame on the Frontier: Short Stories of Pioneer Woman (1967)
- The Man Who Knew the Buckskin Kid (1976)

### Libri per ragazzi
- Farewell to Troy (1964)
- Witch Princess (1967)

### Saggi
- The Private Secretary by John Robert Gregg (1943)
- Famous Lawmen of the Old West (1963)
- Ancient Greek Dress (1964)
- Greece: Wonderland of the Past and Present (1964)
- Some Went West (1965)
- Artists of Carmel: 15 Profiles (1968)
- Warrior for a Lost Nation (1969)
- All About Riding: Learn to Ride—and Ride Well (1969)
- Western Badmen (1970)
- The Bloody Bozeman: The Perilous Trail to Montana's Gold (1971)
- Montana (States of the Nation series) (1971)
- The Bedside Book of Bastards con R. T. Turner (1973)
- When You and I Were Young, Whitefish (1982)

### Libri tradotti in italiano
- Tomahawk, Milano, Longanesi, 1972 traduzione di Orsola Nemi (contiene alcuni racconti)

## Adattamenti cinematografici
- L'albero degli impiccati (The Hanging Tree), regia di Delmer Daves (1959)
- L'uomo che uccise Liberty Valance (The Man Who Shot Liberty Valance), regia di John Ford (1962)
- Un uomo chiamato Cavallo (A Man Called Horse), regia di Elliot Silverstein (1970)

## Premi e riconoscimenti
Premio Saddleman
- 1976 alla carriera[9]